# William Langland
.

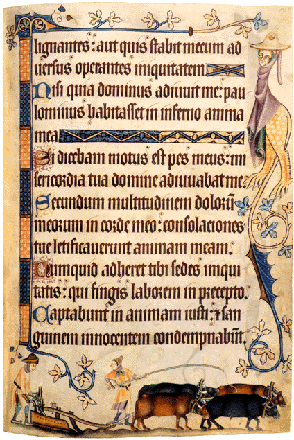
William Langland - Prima pagină a manuscrisului "Piers the Plowman" - British Museum, Londra

William Langland (n. 1332, West Midlands, Anglia, Regatul Unit – d. 1386) a fost un scriitor englez din secolul al XIV-lea, autor prezumptiv al poemului "The vision of William concerning Piers the Plowman", marchează alături de John Gower (1330?-1408?) și Geoffrey Chaucer (1340?-1400) începuturile literaturii engleze de autor către sfârșitul evului mediu.
Nu s-au păstrat informații biografice incontestabile; nu se cunoaște cu exactitate nici măcar anul nașterii și al morții sale. După cât se pare, Langland s-a născut la Ledbury în ținutul mlăștinos din Walis și a locuit mai târziu la Londra. A frecventat cu probabilitate seminarul din Great Malvern Priory, dar nu a devenit preot. Opera sa "Piers Plowman", sau, mai precis, "The vision of William concerning Piers the Plowman" ("Viziunea lui William asupra lui Piers Plugarul"), un poem alegoric în versuri neritmate aliterative și care examinează conflictele politice și religioase anterioare răscoalei lui Wat Tyler.
Acesta reprezintă cea mai importantă operă poetică engleză din epoca medievală, înainte de apariția "Povestirilor din Canterbury" ("The Canterbury Tales") ale lui Chaucer.  

Poemul este scris în forma viziunilor medievale, în care se povestec visurile  pe teme religioase ale unui personaj central. Langland relatează propriile sale visuri dintr-o frumoasă zi de mai cînd, culcat pe iarba de pe dealul Malvern, a adormit. Într-o primă viziune i se arată "castelul Adevărului", în care personajul principal Lady Meed, simbolizând tentația de îmbogățire, încearcă să-l ispitească pe Piers. Urmează o scenă a pocăinței, la care iau parte și cele "Șapte păcate de moarte", și Piers găsește calea spre Adevăr. În ultima viziune , Piers Plowman se întâlnește cu figurile alegorice "Fii bun" ("Do-Well"), "Fii mai bun" ("Do-Bet") și "Fii cel mai bun" ("Do-Best"), simboluri ale vieții active a oamenilor cinstiți.
S-au păstrat trei variante ale acestui poem: varianta cea mai timpurie, așa numitul "text A", cuprinde 12 cânturi și datează din anul 1362, "textul B" a fost terminat aproximativ în 1377, în fine, "textul C", cel mai cuprinzător, a fost compus cam între anii 1393 și 1399. Problema paternității acestor trei texte este controversată. Unii cercetători (W.W. Skeat, R. Chambers) consideră că toate cele trei texte ar fi opera lui Langland; alții (J.M. Bowers, S.S. Hussey) susțin că "textul A" a fost scris de Langland, celelalte reprezintă variante ale poemului întregite și create de alți autori. Aprecierea de care s-a bucurat acest poem este dovedită de numărul mare de manuscrise păstrate până în zilele noastre; viziunea alegorică a devenit foarte populară și tradiția unor asemenea povestiri a continuat până în secolul al XVII-lea, când acest gen a renăscut în opera lui John Bunyan (1628-1688), al cărui roman "The Pilgrim's Progress" ("Călătoria Pelerinului") amintește de poemul lui Langland.